# حصان كردي
حصان كردي(بالكردية:ئەسپی کورد،بالإنجليزية:Hespê Kurd،بالفارسية:اسب کرد أو الحصان الكردي)وهو سلالة خيول من الحصان موطنه الأصلي كردستان الكبرى. تعتبر واحدة من سلالات الخيول الرئيسية الأصلية في إيران، إلى جانب بحر قزوين والتركمان وأسيل (المعروف أيضا باسم الفارسية العربية) ودارشوري.

## التاريخ
يحتوي الحصان الكردي على ثلاث سلالات وهي أفشاري والسنجابي والجاف. الحصان الكردي لديه ارتفاع ممتاز (من 140 إلى 155 سم) ولديه جسم عضلي جيد مع بنية عظمية قوية. لديها جلد سميك جدا وشعر كثيف وذيل. طويل على عكس سلالات الخيول الإيرانية الأصلية الأخرى مثل التركومان، التي لها ظهور طويل وطول أكثر نحافة، فإن الحصان الكردي لديه بنية جسم ممتلئة. الحصان الكردي لديه عيون كبيرة عميقة في تجويفه. تباً